# Warrior (film, 2011)
Pour les articles homonymes, voir Warrior.
Pour plus de détails, voir Fiche technique et Distribution.
Warrior ou Guerrier au Québec est un film américain réalisé par Gavin O'Connor et sorti en 2011. Ce film d'action dramatique met en scène deux frères éloignés, incarnés par Tom Hardy et Joel Edgerton, qui participent à un tournoi d'arts martiaux mixtes. Nick Nolte, Jennifer Morrison, Frank Grillo et Bryan Callen tiennent les seconds rôles.

## Synopsis
Ancien marine hanté par un passé tragique, Tommy revient à Pittsburgh et demande à son père, un ex-alcoolique, et entraineur de le préparer pour un tournoi d'arts martiaux mixtes qui lui permettrait de gagner une fortune. Son frère aîné, Brendan, est également ancien spécialiste de la discipline. Ce dernier, professeur de sciences physiques, décide, lui aussi, de s'engager dans la compétition afin d'éviter la saisie de sa maison. Même si les années ont passé, les rancœurs et les récriminations n'ont rien perdu de leur virulence et Brendan et Tommy n'ont plus grand-chose en commun.

## Fiche technique
Sauf indication contraire, les informations mentionnées dans cette section peuvent être confirmées par les bases de données cinématographiques IMDb et Allociné,  présentes dans la section « Liens externes ».
- Titre original et français : Warrior
- Titre québécois : Guerrier
- Réalisation : Gavin O'Connor
- Scénario : Gavin O'Connor, Cliff Dorfman et Anthony Tambakis
- Musique : Mark Isham
- Photographie : Masanobu Takayanagi
- Montage : Sean Albertson, Matt Chesse, John Gilroy et Aaron Marshall
- Décors : Dan Leigh
- Costumes : Abigail Murray
- Production : Greg O'Connor
  - Coproduction : Jamie Marshall et Anthony Tambakis
  - Production déléguée : Lisa Ellzey, John J. Kelly, David Mimran et Jordan Schur
- Sociétés de production : Lionsgate Films, Solaris Film, Mimran Schur Pictures
- Sociétés de distribution : Lionsgate (États-Unis), Metropolitan Filmexport (France)
- Pays de production :  États-Unis
- Langue originale : anglais
- Format : couleur
- Genre : arts martiaux, drame
- Durée : 140 minutes
- Dates de sortie :
  - États-Unis et Canada : 9 septembre 2011
  - France : 14 septembre 2011

## Distribution
- Tom Hardy (VF : Emmanuel Garijo et VQ : Paul Sarrasin[1]) : Tommy Conlon
- Joel Edgerton (VF : Adrien Antoine et VQ : Louis-Philippe Dandenault) : Brendan Conlon
- Nick Nolte (VF : Alain Dorval et VQ : Claude Préfontaine) : Paddy Conlon
- Frank Grillo (VF : Nessym Guetat et VQ : Pierre Auger) : Frank
- Kevin Dunn (VF : Patrick Raynal et VQ : Marc Bellier) : Joe Zito
- Jennifer Morrison (VF : Cathy Diraison et VQ : Geneviève Désilets) : Tess Conlon
- Noah Emmerich : Dan Taylor
- Maximiliano Hernández (VQ : Jean-François Beaupré) : Colt Boyd
- Josh Rosenthal : l'arbitre
- Gavin O'Connor (VF : Vincent Violette) : J. J. Riley (caméo non crédité)
- Kurt Angle : le russe Koba
- Anthony Johnson : Midnight Le
- Bryan Callen : Le commentateur sportif

 Légende : version française (VF) sur Allodoublage et version québécoise (VQ) sur Doublage Québec.

## Accueil
Warrior est largement bien accueilli par la critique, recueillant 82 % de taux d'approbation sur le site Rotten Tomatoes, pour 180 critiques et une moyenne de 7,3⁄10 et un score de 71⁄100 sur le site Metacritic, pour 35 critiques.
Malgré le bouche-à-oreille favorable, le film passe inaperçu lors de sa sortie en salles, ne rapportant que 24 215 385 $ de recettes mondiales, dont 13 657 115 $ sur le territoire américain, où il a démarré à la troisième place du box-office, pour un budget de 25 000 000 $. En France, il totalise 196 439 entrées.

## Autour du film
- Frank Grillo, qui interprète le coach de Brendan, a déjà joué dans le précédent film de Gavin O'Connor (Le Prix de la loyauté) sorti en 2008.
- Pour le film, Tom Hardy a dû augmenter considérablement sa masse musculaire. L'acteur a suivi un entrainement quotidien dans les salles de sport, avec au programme deux heures de boxe, deux heures de kick-boxing et de muay-thaï, deux heures de chorégraphie et deux heures de musculation. Il a aussi suivi un régime très protéiné de six repas par jour. Avant de s'y mettre, il n'y connaissait absolument rien en arts martiaux mixtes[10].